# Batalha de Poljana
A Batalha de Poljana foi uma batalha da Segunda Guerra Mundial que ocorreu fora de Poljana, perto da vila iugoslava de Prevalje, na atual Eslovênia, entre 14 e 15 de maio de 1945.  Foi o culminar de uma série de confrontos entre o Exército Iugoslavo e uma grande coluna do Eixo em retirada, totalizando mais de 30.000 homens. A coluna consistia em unidades da Alemanha (Wehrmacht), das Forças Armadas do Estado Independente da Croácia, do Exército Popular Montenegrino (ex-Chetniks e sobreviventes da Batalha do Campo de Lijevče),  e forças da Guarda Nacional Eslovena, como bem como outras facções colaboracionistas fascistas e até mesmo civis que tentavam escapar para a Áustria controlada pelos britânicos. Aconteceu depois que a Alemanha Nazista se rendeu oficialmente em 8 de maio.

## Contexto
Em novembro de 1944, o Estado Independente da Croácia (NDH) reorganizou as suas forças armadas para combinar as unidades do Ustaše e do Exército do Estado Independente da Croácia em 18 divisões, compreendendo 13 de infantaria, duas divisões de montanha, duas divisões de assalto e uma divisão de substituição, cada uma com sua própria artilharia orgânica e outras unidades de apoio. Havia também várias unidades blindadas. Desde o início de 1945, as divisões foram alocadas em vários corpos alemães e, em março de 1945, controlavam a Frente Sul. 
Na Primavera de 1945, o Exército Alemão e os seus aliados estavam em plena retirada do Exército Iugoslavo. No início de abril o 3.º Exército Iugoslavo, sob o comando de Kosta Nađ, espalhou-se pelo Vale do Drava, atingindo um ponto a norte de Zagreb, e atravessou a antiga fronteira Austro-Iugoslava no setor de Dravograd. O 3º Exército fechou o cerco em torno das forças do Eixo quando os seus destacamentos motorizados avançados se uniram aos destacamentos do 4º Exército na Caríntia. Esta ação evitou que o Grupo E do Exército Alemão escapasse para noroeste através do rio Drava. Completamente cercado, o General Alexander Löhr, Comandante-em-Chefe do Grupo de Exércitos E foi forçado a assinar a rendição incondicional das forças sob seu comando  em Topolšica, perto de Velenje, na Eslovênia, na quarta-feira, 9 de maio. No entanto, algumas das suas tropas, juntamente com unidades colaboracionistas, nomeadamente as Forças Armadas Croatas, a Guarda Nacional Eslovena, o Exército Popular Montenegrino (ex-Chetniks), e elementos de outras facções, continuaram a resistir e tentaram abrir caminho para oeste em busca de a proteção das forças britânicas em Klagenfurt (na atual Áustria).

## Batalha
Pouco antes das 9h do dia 14 de maio, uma força significativa composta principalmente por unidades das Forças Armadas croatas e tropas da Guarda Nacional Eslovena se aproximou das posições do Exército Iugoslavo na fazenda Šurnik, perto de Poljana, exigindo passagem livre para o oeste. Isso foi recusado e os disparos começaram em ambos os lados. Os ataques das Forças Armadas Croatas, incluindo apoio de fogo de artilharia,  intensificaram-se à tarde, à noite e à noite.
A situação do fim da guerra foi caótica, com indivíduos e pequenos grupos a separarem-se da coluna principal e a tentarem abrir caminho pelas colinas até à Áustria. Um grande número de escaramuças ocorreu.
Nesta situação altamente tensa, Strle registra uma reunião em um castelo na Caríntia austríaca, na noite de 14 de maio, dos britânicos, o exército iugoslavo, representado por Ivan Kovačič (nome de guerra: Efenka), Ivan Dolničar (nome de guerra: Janošek), comissário político da 14ª Brigada de Ataque, e Viktor Cvelbar, comandante da Brigada Zidanšek, e quatro ou cinco generais Ustaše, incluindo Ivo Herenčić e Mirko Gregurić. Na reunião, os Ustaše exigiram passagem livre para as suas forças através do rio Drava para a proteção dos britânicos. A delegação jugoslava argumentou com sucesso que eram aliados de longa data dos britânicos e que os britânicos não deveriam flertar com as forças inimigas, mas deveriam cooperar para restringi-las. Também foi argumentado que os Ustaše e outros eram culpados de crimes contra o povo e deveriam ser responsáveis por eles.
De acordo com Strle, por acordo entre o Exército Iugoslavo e os britânicos, um ultimato foi dado aos Ustaše na reunião de que a rendição ao Exército Iugoslavo era a única opção e que tanques britânicos seriam mobilizados para bloquear a única rota aberta de fuga. Para o oeste.
A batalha principal terminou na manhã de 15 de maio com a chegada de cerca de 20 tanques britânicos. Seguiram-se negociações tensas, durante as quais os oficiais britânicos deixaram bem claro que não ofereceriam protecção aos colaboradores e que a rendição incondicional ao Exército Jugoslavo era a única opção. Bandeiras brancas de rendição foram finalmente hasteadas por volta das 16h do dia 
As estimativas de baixas do Exército Iugoslavo foram de pelo menos 310 Forças Armadas Croatas e Eixo mortos nos dois principais locais de combate e 250 feridos. Do lado do Exército Iugoslavo, as perdas foram consideravelmente menores, totalizando menos de 100 mortos e feridos.
A rendição desta última área de resistência do Eixo ocorreu 8 dias após o fim oficial da Segunda Guerra Mundial na Europa, que foi a rendição dos alemães na segunda-feira, 7 de maio de 1945. Em 15 de maio começaram as repatriações de Bleiburg.